# Pedroso de Acim
Pedroso de Acim ist eine Gemeinde (municipio) mit 92 Einwohnern (Stand: 2024) im äußersten Nordwesten der Provinz Cáceres in der Autonomen Region Extremadura im Westen Spaniens.

## Lage
Pedroso de Acim liegt etwa 38 Kilometer (Fahrtstrecke) nördlich der Provinzhauptstadt Cáceres in einer Höhe von ca. 465 m. Das Klima ist gemäßigt bis warm; Regen (610 mm/Jahr) fällt hauptsächlich im Winterhalbjahr.

## Bevölkerungsentwicklung
| Jahr      | 1970 | 1981 | 1991 | 2001 | 2011 | 2021 |
| Einwohner | 329  | 236  | 193  | 107  | 115  | 84   |

Der deutliche Bevölkerungsrückgang seit den 1950er Jahren ist im Wesentlichen auf die Mechanisierung der Landwirtschaft sowie die Aufgabe bäuerlicher Kleinbetriebe („Höfesterben“) und den damit einhergehenden Verlust von Arbeitsplätzen zurückzuführen.

## Sehenswürdigkeiten
- Franziskaner-Konvent der Unbefleckten Empfängnis von El Palancar, 1557 gegründet